# Dorel Stoica
Dorel Stoica (Drobeta-Turnu Severin, 15 dicembre 1978) è un ex calciatore rumeno, di ruolo centrocampista.

## Palmarès
- Cupa României: 1

Dinamo Bucarest: 2011-2012